# Edo de Waart
Edo de Waart   (Amsterdam, 1 de juny de 1941) és un director d'orquestra holandès. És director musical llorejat de l'Orquestra Simfònica de Milwaukee. De Waart és l'antic director en cap de la Royal Flemish Philharmonic (2011-2016), soci artístic de la St. Paul Chamber Orchestra (2010-2014) i director musical de l'Orquestra Simfònica de Nova Zelanda (2016-2019).
De Waart va estudiar oboè, piano i direcció al Conservatori Sweelinck, i es va graduar el 1962. L'any següent, va ser nomenat oboè principal associat de la Royal Concertgebouw Orchestra.

## Direcció d'orquestra
El 1964, amb 23 anys, De Waart va guanyar el Concurs de direcció Dimitri Mitropoulos a Nova York. Com a part del seu premi, va exercir durant un any com a director assistent de Leonard Bernstein a la Filharmònica de Nova York. Al seu retorn als Països Baixos, va ser nomenat director assistent de l'Orquestra del Concertgebouw sota la direcció de Bernard Haitink.
El 1967 va ser nomenat director tant del "Netherlands Wind Ensemble" com de l'Orquestra Filharmònica de Rotterdam, i va ser el director musical d'aquesta última de 1973 a 1979.
De Waart va debutar a la Simfònica de San Francisco l'any 1975. Un any més tard, va esdevenir director convidat principal, i de 1977 a 1985 va ser director musical. De 1986 a 1995, va ser director musical de l'Orquestra de Minnesota.
El 1989, De Waart va tornar als Països Baixos, on va ser nomenat director musical de la "Netherlands Radio Philharmonic". Va renunciar al càrrec l'any 2004 i ara és el director llorejat de l'orquestra.

De Waart es va convertir en director en cap i assessor artístic de l'Orquestra Simfònica de Sydney el 1993, i va ocupar el càrrec fins al 2003. Mentre estava a Sydney, De Waart no va amagar la seva antipatia per l'acústica de la Sala de Concerts de l'Òpera de Sydney, la llar de l'orquestra, dient,
| « | "si no hi ha una intenció clara de fer alguna cosa per millorar la sala, realment haurem de buscar un altre lloc". | » |

El 2004, De Waart es va convertir en director artístic i director en cap de l'Orquestra Filharmònica de Hong Kong. Va concloure el seu mandat a Hong Kong el 2012.
El gener de 2008, De Waart va ser nomenat director musical de l'Orquestra Simfònica de Milwaukee, i va assumir el càrrec el setembre de 2009. El març de 2008, la "Saint Paul Chamber Orchestra" va anunciar De Waart com a soci artístic de l'orquestra per a la temporada 2010-11. L'abril de 2010, l'Orquestra Simfònica de Milwaukee va anunciar l'extensió del contracte de De Waart fins a la temporada 2016–17. El mateix mes, la "Royal Flemish Philharmonie" (deFilharmonie) va anunciar el nomenament de De Waart com a director en cap per sis temporades a partir del 2012. Va començar formalment la seva direcció en cap de "deFilharmonie" (ara: Antwerp Symphony Orchestra) el 2011, un any abans del que estava previst inicialment. El novembre de 2014, "deFilharmonie" va anunciar que el mandat de De Waart com a director en cap finalitzaria després de la temporada 2015–2016. Al febrer de 2015, la Simfònica de Milwaukee va anunciar la conclusió de la direcció musical de De Waart després de la temporada 2016-2017. Ara té el títol de director llorejat de la Milwaukee Symphony.
El juny de 2015, l'Orquestra Simfònica de Nova Zelanda va anunciar el nomenament de De Waart com el seu proper director musical. Va dirigir els seus primers concerts com a director musical de NZSO el març de 2016.
El gener de 2015, De Waart va dirigir per primera vegada la Simfònica de San Diego. El gener de 2019, l'orquestra va anunciar el nomenament de De Waart com a primer director convidat principal, a partir de la temporada 2019-2020.

## Òpera
De Waart també ha estat un director freqüent d'òpera, fent la seva primera aparició a l'Òpera de Santa Fe (SFO) el 1971, en una producció de The Flying Dutchman. Va debutar a la Gran Òpera de Houston el 1975, a la Royal Opera House, al Covent Garden el 1976 i al "Bayreuth Festspielhaus" el 1979. Des de 1970, va dirigir amb freqüència l'Òpera dels Països Baixos (DNO). El 1980, va dirigir un cicle dels anells a l'Òpera de San Francisco.
El març de 2002, De Waart va anunciar la seva marxa l'any 2004 com a director en cap de la DNO, un càrrec que ocupava des de 1999. En donar el motiu de la seva marxa, De Waart va esmentar el seu desig de passar temps amb els seus dos fills petits. Però en una entrevista al diari Trouw també va esmentar el seu desacord amb la posada en escena conceptual del director de DNO Pierre Audi de Lohengrin i la planificada Madame Butterfly de Robert Wilson, dient que trobava a faltar "la humanitat" i "l'emoció en la direcció".
El juliol de 2007, SFO va nomenar De Waart el seu director en cap, a partir de l'1 d'octubre de 2007. El seu contracte inicial va ser de quatre anys, durant els quals va dirigir la producció de 2008 de Billy Budd. Però el novembre de 2008, SFO va anunciar que De Waart renunciaria abans del final del seu contracte, no abans del final de la temporada 2009. De Waart va citar raons de salut i familiars per a aquesta decisió.

## Repertori
Àvid promotor de la música contemporània, De Waart va dirigir les estrenes d'obres de John Adams, l'òpera del qual Nixon a la Xina ha gravat; Steve Reich, les variacions per a vents, cordes i teclats del qual ha gravat; i altres a San Francisco. A ell està dedicada la Simfonia núm. 2, d'Ellen Taaffe Zwilich.

## Enregistraments
El catàleg d'enregistraments de De Waart és ampli i inclou enregistraments amb segells com Philips i orquestres com la Royal Concertgebouw Orchestra, Rotterdam Philharmonic Orchestra, Netherlands Radio Philharmonic, Sydney Symphony Orchestra, Minnesota Orchestra i San Francisco Symphony.

## Discografia
- Frederica von Stade canta Mozart i Rossini; àries, amb l'Orquestra Filharmònica de Rotterdam, Philips,
- Richard Strauss: Der Rosenkavalier, amb Jules Bastin, Josep Carreras, Derek Hammond-Stroud, Evelyn Lear, Frederica von Stade, Ruth Welting i l'Orquestra Filharmònica de Rotterdam, Philips,
- Ottorino Respighi, Pini di Roma, Fontane Di Roma, Gli Uccelli. Philips 1981–1982, Davis Hall San Francisco.

## Honors
El gener de 2001, De Waart va rebre la Medalla del Centenari d'Austràlia "pel servei a la societat australiana i el progrés de la música". El maig de 2005, va ser nomenat Oficial Honorari de l'Orde d'Austràlia "pel servei a Austràlia, especialment com a director en cap i director artístic de l'Orquestra Simfònica de Sydney". És cavaller de l'Orde del Lleó Neerlandès.

## Vida personal
De Waart i la seva sisena dona, Rebecca Dopp, viuen a Maple Bluff, Wisconsin, prop de la ciutat natal de Dopp, Middleton. Es van casar el 1999 i tenen dos fills: un fill, Sebastiaan, i una filla, Olivia. La família abans vivia a Hong Kong, però es va traslladar per acomodar l'asma de Sebastiaan. De Waart i la seva primera dona, Noor Terweij, van tenir dos fills, Boris i Marjolein. Antigament també va estar casat amb Roberta Alexander, Sheri Greenawald i Ruth Welting.